# Juan Bautista Traconis
El coronel Juan Manuel Bautista Traconis Rodríguez (n. Mérida, Yucatán, Virreinato de Nueva España, Imperio Español, 27 de diciembre de 1809 - Ciudad de México, México, 31 de diciembre de 1870) fue un militar mexicano. Hijo de don Luis Traconis y de doña Joaquina Rodríguez, desde joven se alistó en el ejército por lo que participó en muchas batallas incluyendo la campaña de Texas y la Intervención estadounidense en México y formó parte de distintos escuadrones militares. Obtuvo varios nombramientos militares llegando hasta el de General de División. Llegó a ser gobernador de Tabasco en 1846 durante la Intervención estadounidense en Tabasco logrando el triunfo sobre los estadounidenses en la llamada Primera Batalla de Tabasco, siendo una de las pocas victorias obtenidas por las armas nacionales sobre los estadounidenses. También desempeñó el cargo de gobernador del estado de Puebla.
Se casó en dos ocasiones, la primera en la ciudad de Veracruz con la señoríta Bella González y Landero el 25 de enero de 1838, siendo entonces capitán. Y al fallecer esta contrajo segundas nupcias con la señorita Margarita Marmolejo, nativa de Yautepec, Morelos.

## Experiencia militar
Juan Bautista Traconis obtuvo el grado de Coronel el 9 de noviembre de 1846, y posteriormente llegó a ser General de Brigada efectivo el 10 de enero de 1856, nombrado por el presidente de la República Ignacio Comonfort.
En noviembre de 1835 Juan Bautista Traconis marchó en compañía de Antonio López de Santa Anna a la campaña de Texas cuando este territorio declaró su independencia de México y permaneció allí hasta mayo de 1836, cuando regresó a Matamoros con dos heridas.
En octubre de 1836 fue a Campeche para encargarse de las Compañías de la Infantería de Marína y conducirlas hacia Veracruz. Más tarde participó en el bloqueo de los puertos de Texas y asistió a la toma de la goleta texana llamada Independencia. En diciembre de 1838 luchó contra los franceses en el puerto de Veracruz. En octubre de 1842 se embarcó en el bergantín Mexicano, saliendo con destino hacia Yucatán para combatir a los rebeldes separatistas yucatecos.
También participó en la gloriosa defensa del Convento de Churubusco el 20 de agosto de 1847.

## Comandante general de Tabasco
Juan Bautista Traconis llegó por primera vez a Tabasco con la División de Operaciones que comandaba el general Pedro de Ampudia y Grimarest en 1843, quien había viajado a Yucatán para someter a los separatístas yucatecos, sin embargo, Ampudia se replegó a Tabasco, donde el entonces gobernador Francisco de Sentmanat le impidió el ingreso pretextando que los soldados de Ampudia estaban enfermos de vómito. Por tal motivo, Ampudia decidió atacar Tabasco, derrotando a Sentmanat, al que decapitó y exhibió su cabeza como escarmiento.
Traconis permaneció en Tabasco algún tiempo, y siendo comandante del Batallón Guarda Costa de Tabasco en San Juan Bautista, el 9 de diciembre de 1844 firmó el acta de la guarnición en la que declaraba adherirse al general Mariano Paredes.
Posteriormente, el 12 de agosto de 1846, el Comandante General del Departamento de Tabasco, Juan Bautista Traconis, se pronunció encabezando la guarnición militar contra los Supremos Poderes de la Nación, proclamando al General de División Antonio López de Santa Anna como General en Jefe del ejército Libertador y protestando enérgicamente contra la forma de gobierno monárquico que según el intentaba establecer en el país el presidente de la República General Mariano Paredes.
El gobernador José Víctor Jiménez rechazó el alzamiento de Traconis, pero el Ayuntamiento de San Juan Bautista, se adhirió al movimiento, y por medio de un acta dispuso que « [...] en vista de que el Gobernador José Víctor Jiménez había manifestado oposición a dicho pronunciamiento, se encargase del Gobierno Político el Comandante General Juan Bautista Traconis, hasta que reunida la Honorable Asamblea Departamental, procediera al nombramiento de un Gobernador interino».

## Gobernador de Tabasco
Por lo anterior, Juan Bautista Traconis sería nombrado Gobernador y Comandante General de Tabasco y al poco tiempo enfrentaría el ataque de las tropas norteamericanas durante la Intervención estadounidense en México.
Por esos días, ocurrió en la Ciudad de México el pronunciamiento de la Ciudadela, acaudillado por el General José Mariano de Salas, quien el 22 de agosto nombró Gobernador de Tabasco a Justo Santa Anna, sin embargo Traconis se negó a entregarle el mando, respondiendo que no «reconocía facultad al gobierno federal para nombrar gobernadores ni aun en forma interina». Por lo que en septiembre de ese año, el Gobierno de la República reconoció a Traconis como gobernador y comandante general de Tabasco. Esta desobediencia le traería más tarde graves consecuencias, pues cuando solicitó apoyo con armas, municiones y dinero para fortalecer la defensa de Tabasco en contra del invasor norteamericano, esta petición no fue atendida.
Durante la administración de Traconis, se expidió el Supremo Decreto por el que se disponía que mientras no se publicara la nueva Constitución de la República, rigiera la de 1824, que los Departamentos se llamarían de nueva cuenta Estados, y que cesaran las Asambleas Departamentales y continuaran los actuales Gobernadores de los Estados.
Traconis apoyó el regreso de Antonio López de Santa Anna a quien hizo que el Congreso del Estado lo proclamara "Exelentísimo Sr. General Benemérito de la Patria".
Ante la amenaza de la intervención estadounidense en Tabasco, Traconis inició los preparativos y fortificaciones necesarias en San Juan Bautista para enfrentar a los invasores, y para reforzar la presencia militar en el estado, trasladó parte del Batallón de Acayucan a la capital de Tabasco.

### Primera Batalla de Tabasco
En octubre de 1846, los estadounidenses decidieron enviar a Tabasco una cuadrilla al mando del comodoro Matthew C. Perry con un destacamento de 2250 hombres, llegando al puerto de Frontera el 21 de octubre. A continuación relata los hechos el propio comandante Traconis:

«El 21 de octubre de 1846 se avistó frente a la barra de Frontera una goleta, que suponiéndola, mercante, se salió en busca de ella para meterla; más al aproximarse a su bordo se advirtió que era norteamericana y de guerra. »

El día 23 con ocho embarcaciones tomaron posesión de Frontera, la cual se allaba sin guarnición, estableciendo ahí su base de operaciones. El día 24 se recibió en San Juan Bautista el parte de la invasión y de que las tropas norteamericanas habían enfilado sobre la capital del estado.
Los estadounidenses navegaron por el río Grijalva hasta que llegaron al Fuerte de Acachapan en donde se desarrolló un combate, saliendo victoriosos los estadounidenses, continuando su viaje hacia la capital. El 25 de octubre, a las 12 del día los estadounidenses llegaron frente a San Juan Bautista, descendieron entonces el comodoro Perry y el capitán Forrest, y mandaron imponer la rendición, manifestando a la vez, que de no efectuarse en quince minutos, demolerían la plaza, el coronel Juan Bautista Traconis rechazó las condiciones y le mandó decir a Perry a través del intérprete, el vicecónsul inglés, «que defenderían la plaza con sus vidas, así que podían iniciar la guerra». La flotilla norteamericana inició entonces el bombardeo despiadado, iniciando la que se conoce como la Primera Batalla de Tabasco.
Eran las 14:15 horas, cuando inició la batalla, la tropa mexicana se apostó en "El Principal", parte de lo que hoy es el Palacio de Gobierno, la cárcel pública, ángulo sureste de la plaza de Armas, la iglesia de Esquipulas y la de la Concepción, el cuartel de la "Encarnación" y en la casa de Sentmanat, donde estaban el Cuartel General y el Batallón de Acayucan.
Una de las balas de cañón de los barcos estadounidenses derribó el asta bandera, y el comodoro Perry envió a un soldado a preguntar si eso significaba la rendición de la plaza, a lo que el gobernador Traconis respondió:

« [...] diga Ud. al Sr. Comodoro Perry, que la plaza no se rinde ni se rendirá jamás; que por azar la bandera se ha venido abajo; que no tengo otra asta para tremolarla de nuevo, pero que la voy a fijar en la torre de la iglesia, que por fortuna tengo tan cerca; que se lo aviso para que si quiere dirigir sus fuegos sobre dicha torre, lo haga, con la seguridad de que, o soy muerto en aquel sitio o pongo la bandera de mi patria en la cruz de hierro que está en el remate de la torre.»

El cañoneo duró hasta las 6 de la tarde sin que los estadounidenses pudieran tomar la ciudad, por lo que tuvieron que regresar a sus barcos. Al amanecer del día 26 de octubre, los estadounidenses reiniciaron el bombardeo. A las 7 de la mañana, los cónsules de Alemania, España y Gran Bretaña le solicitaron al gobernador, el general Traconis se rindiera para evitar más destrucción de la ciudad, a lo que Traconis respondió que la única forma de evitar eso, era que los invasores se retiraran. Perry respondió con un bombardeo inmisericorde, matando y destruyendo casas sin ton ni son, hasta que cansado, después de intentar tomar la plaza hasta en cinco ocasiones, pidió una tregua y decidió retirarse hacia Frontera, sin poder tomar la ciudad. De esta forma se consumó una de las hazañas más gloriosas de las armas nacionales.

#### Triunfo histórico
Este memorable episodio de la historia de Tabasco, es una de las pocas acciones, en que las fuerzas nacionales lograron derrotar al invasor norteamericano.
Tendrían que pasar 50 años, para que otro mexicano, Francisco Villa, le propinara otra derrota al ejército norteamericano, durante la invasión del general Pershing en 1916. Ninguna otra fuerza estadounidense similar en número y armamento a la que se enfrentó Traconis, fue vencida durante una invasión en el mundo.

### Acción separatísta de Tabasco
Una vez que los estadounidenses abandonaron la capital San Juan Bautista y sabiendo que era inminente un segundo ataque de la escuadra norteamericana, que había establecido un bloqueo naval en el puerto de Frontera, Juan Bautista Traconis felicitó a los habitantes de San Juan Bautista por la heroica defensa y solicitó al gobierno de la República que le enviara dinero y ayuda militar, responsabilizándose de que:

«Tabasco no caería en poder de los norteamericanos, más si se me abandona como hasta ahora, con mis propios y limitados recursos, con seguridad habrá resultados muy lamentables para la nación y el gobierno.»

Como el presidente José Mariano Salas no atendió su petición de ayuda, el general Juan Bautista Traconis se pronunció el 9 de noviembre de 1846 contra el presidente Salas, declarando a Tabasco separado de la nación mexicana.
Sin embargo, su plan separatista no fue apoyado ni por su amigo Antonio López de Santa Anna quien lo acusó de traidor a la patria en virtud de la invasión que sufría el país. Aunado a esto, un importante sector de la población tabasqueña no estuvo de acuerdo con su acción, generándose una crisis política local. Aunado a que el presidente Salas le prometió ayuda, por lo que el 8 de diciembre se levanta en la capital del estado, un acta rectificando la serparación:

«Habiendo cesado las causas que impulsaron al estado de Tabasco a separarse de México, vuelve a la unión nacional y reconoce nuevamente al supremo gobierno.»

 Tabasco se uniría oficialmente a México el 5 de enero de 1847.
Sin embargo, el 5 de enero de 1847, fecha en la que se hacía oficial la reincorporación de Tabasco a México, Traconis tuvo que entregar el mando político a Justo Santa Anna y la Comandancia General al teniente coronel Alejandro García. Y por diferencias personales con el nuevo gobernador, aunado a acusaciones que le hicieron sus enemigos políticos, el 23 de enero, el coronel Juan Bautista Traconis salió de la capital San Juan Bautista rumbo a la Ciudad de México en calidad de preso. Más tarde sería absuelto y participaría en la defensa del Convento de Churubusco.

## Gobernador de Puebla
Fue nombrado por el presidente Ignacio Comonfort gobernador del estado de Puebla en sustitución de Francisco Ibarra Ramos, tomando posesión del cargo el 15 de abril de 1857 hasta el 19 de octubre del mismo año cuando fue sustituido al mando del gobierno por José García Conde.
Antes de su nombramiento, en enero de 1856, el jefe conservador Antonio Haro y Tamaríz se había apoderado de la ciudad de Puebla después de un sitio de seis días. El 31 de marzo, el presidente expidió el decreto de la intervención de los bienes eclesiásticos de la Diócesis de Puebla. Un mes después de su toma de posesión, Traconis desterró al obispo Pelagio Antonio de Labastida y Dávalos y el 2 de septiembre publicó un decreto señalando las cantidades que debían pagar las corporaciones religiosas por ser responsables de los gastos y perjuicios ocasionados por la sublevación: la cantidad que se debía pagar ascendía a un millón de pesos, a lo cual el clero se opuso.
El día 4 fueron hechos presos algunos religiosos del convento de Santo Domingo. Se corrió el rumor de que el clero planeaba asesinar al gobernador Traconis, ante esto, para demostrar la firme resolución del gobierno de acabar con toda clase de resistencia, amanecieron, el 18 de septiembre unas cuadrillas de trabajadores que derribaron rápidamente la parte del convento de Santo Domingo con el pretexto de abrir una nueva calle. Traconis renunció a su cargo y fue sustituido el 18 de octubre del mismo año por el general José García Conde.

## Escuadrones y nombramientos militares
Participó en distintos escuadrones: Batallón Activo de Yucatán, Batallón de Infantería de Marína, Batallón de Tabasco y en el Batallón de Guarda Costas de Tabasco. El presidente Ignacio Comonfort lo nombró después Comandante del Batallón de Aguascalientes.
A lo largo de su carrera militar, Juan Bautista Traconis obtuvo los siguientes nombramientos militares: Teniente Activo (1829); Teniente Veterano (1830); Capitán de Infantería de Marína (1836); Teniente Coronel (1841); Comandante de Batallón (1842); Teniente Coronel Efectivo (1844), Coronel (9 de noviembre de 1846), y general de Brigada efectivo (10 de enero de 1856).
Ocupó el cargo de comandante general de Tabasco en 1846, y más tarde el Presidente Ignacio Comonfort lo nombró comandante general de Tampico, comandante general de Puebla y comandante general de Tamaulipas.

## Fallecimiento

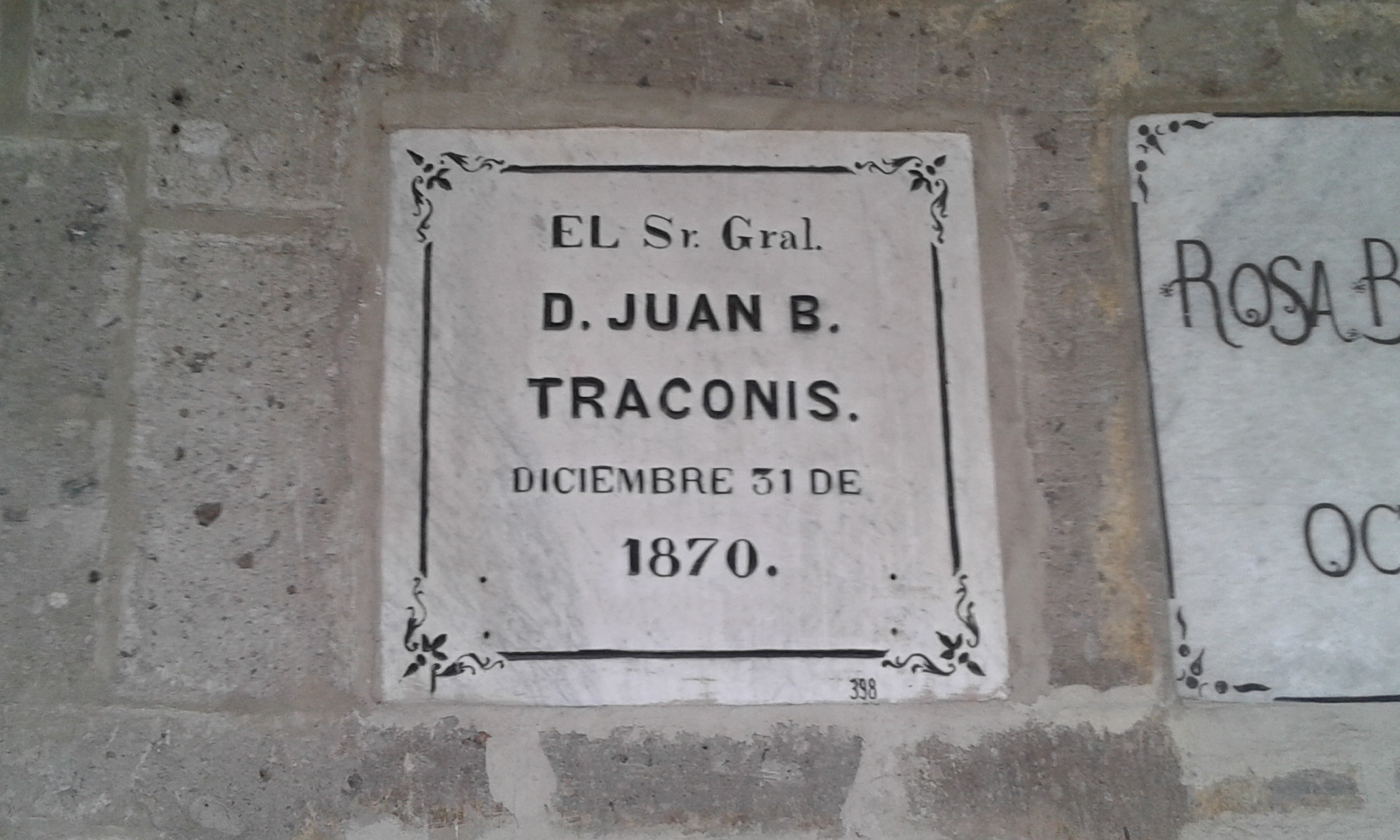
Nicho de Juan Bautista Traconis en el Museo Panteón San Fernando de la Ciudad de México.

Juan Bautista Traconis pasó sus últimos días dedicado a la vida privada y sin reconocérsele su grado en el Ejército, pues había servido en favor de la intervención francesa y al Imperio de Maximiliano I, por lo que estuvo preso durante algún tiempo en la capital de la República al restablecerse en ella el gobierno de Benito Juárez.
Falleció por afección hepática a la edad de sesenta y un años, pobre y olvidado, en la Ciudad de México el 31 de diciembre de 1870. Sus restos están sepultados en el nicho 398 del clausurado cementerio de San Fernando en la Ciudad de México.
Su nombre está escrito en el Muro de Honor del Estado de Tabasco ubicado en Villahermosa, y varias comunidades del estado de Tabasco llevan su nombre.